# Mama (песня Clean Bandit)
«Mama» ― сингл британской электронной музыкальной группы Clean Bandit при участии британской певицы Элли Голдинг. Он был выпущен в качестве седьмого и последнего сингла со второго альбома Clean Bandit, What Is Love?, 22 февраля 2019 года.

## Музыкальное видео
Clean Bandit также опубликовали видео на YouTube 25 февраля 2019 года, после того, как несколько раз откладывали его запуск из-за технических проблем. В ролике снимается персонаж, похожий на Дональда Трампа, который издевается над своим детством до совершеннолетия, когда его изберут президентом. Группа не сказала, является ли персонаж на самом деле Трампом, но сказала, что они написали сценарий о «мальчике, у которого в детстве отняли власть, и он вырос с решимостью вернуть эту власть».

## Чарты
| Чарт (2019)                                | Высшая позиция |
| ------------------------------------------ | -------------- |
| СНГ (TopHit)                               | 429            |
| Венгрия (Dance Top 40)                     | 20             |
| Ireland (IRMA)                             | 97             |
| Israel (Media Forest)                      | 9              |
| Israel (Media Forest TV Airplay)           | 1              |
| Польша (Polish Airplay Top 100)            | 10             |
| Romania (Airplay 100)                      | 62             |
| Шотландия (OCC Scotland)                   | 63             |
| Великобритания (OCC UK Singles)            | 98             |
| США (Billboard Hot Dance/Electronic Songs) | 19             |

| Чарт(2019)                                | Позиция |
| ----------------------------------------- | ------- |
| Hungary (Dance Top 40)                    | 59      |
| Poland (ZPAV)                             | 89      |
| US Hot Dance/Electronic Songs (Billboard) | 73      |